# Albert (Kansas)
Pour les articles homonymes, voir Albert.
Albert est une petite ville du Kansas, au centre des États-Unis. Elle se trouve dans le comté de Barton. En 2010, sa population était de 175 habitants.

## Démographie
Selon le Bureau du recensement des États-Unis en 2000, le revenu moyen par ménage de la ville était de 27 250 $ et le revenu moyen par famille était 44 792 $. Les hommes avaient un revenu médian de 30 250 $, comparativement à 22 083 $ pour les femmes. Le Revenu par tête de la ville était 15 948 $. Environ 4,1 % de la population vit en dessous du seuil de pauvreté.